# Bauhinia scandens
Bauhinia scandens är en ärtväxtart som beskrevs av Carl von Linné. Bauhinia scandens ingår i släktet Bauhinia och familjen ärtväxter.

## Underarter
Arten delas in i följande underarter:
- B. s. horsfieldii
- B. s. scandens

## Bildgalleri

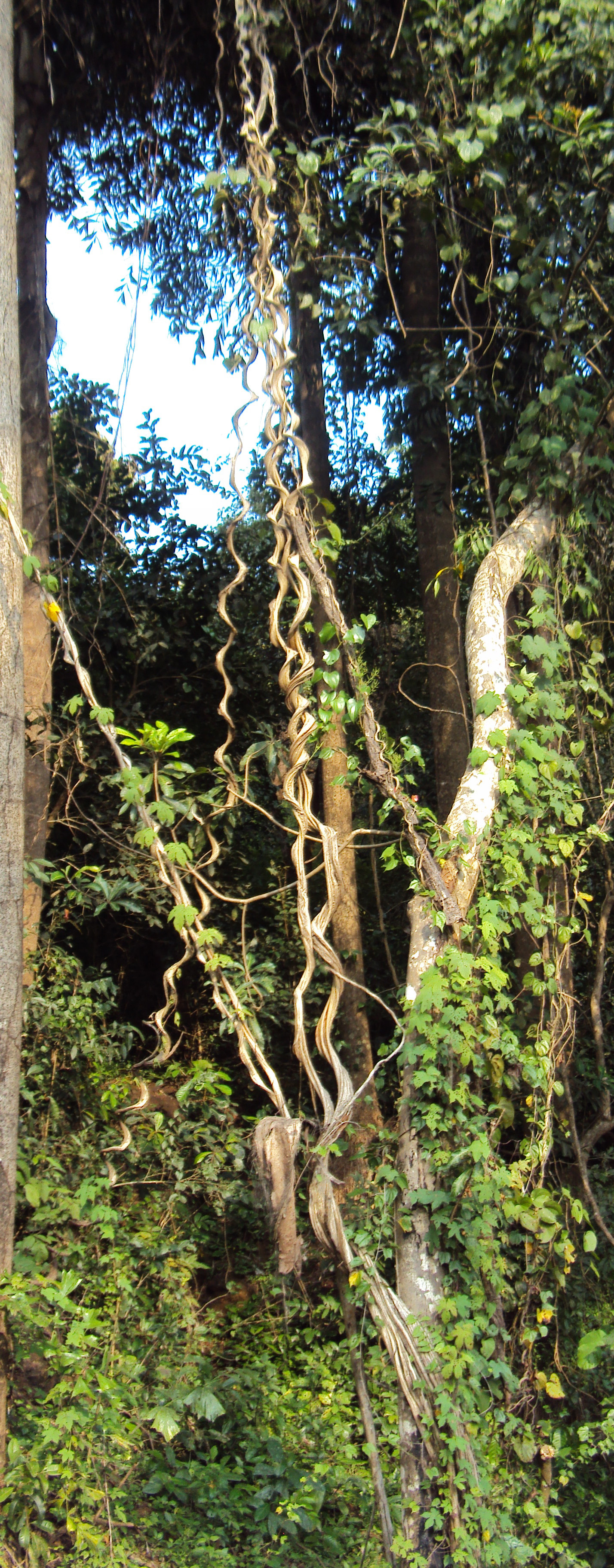
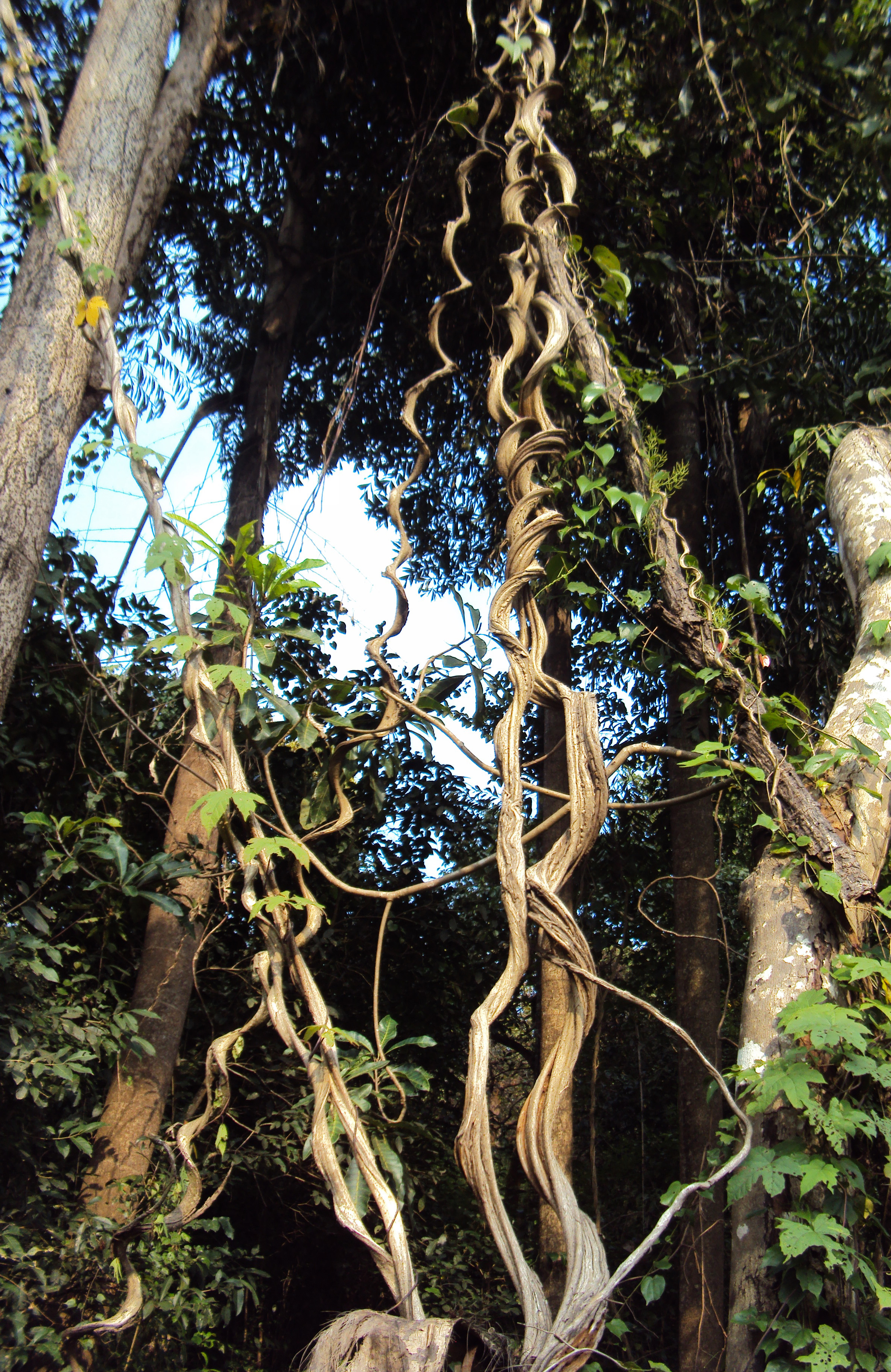
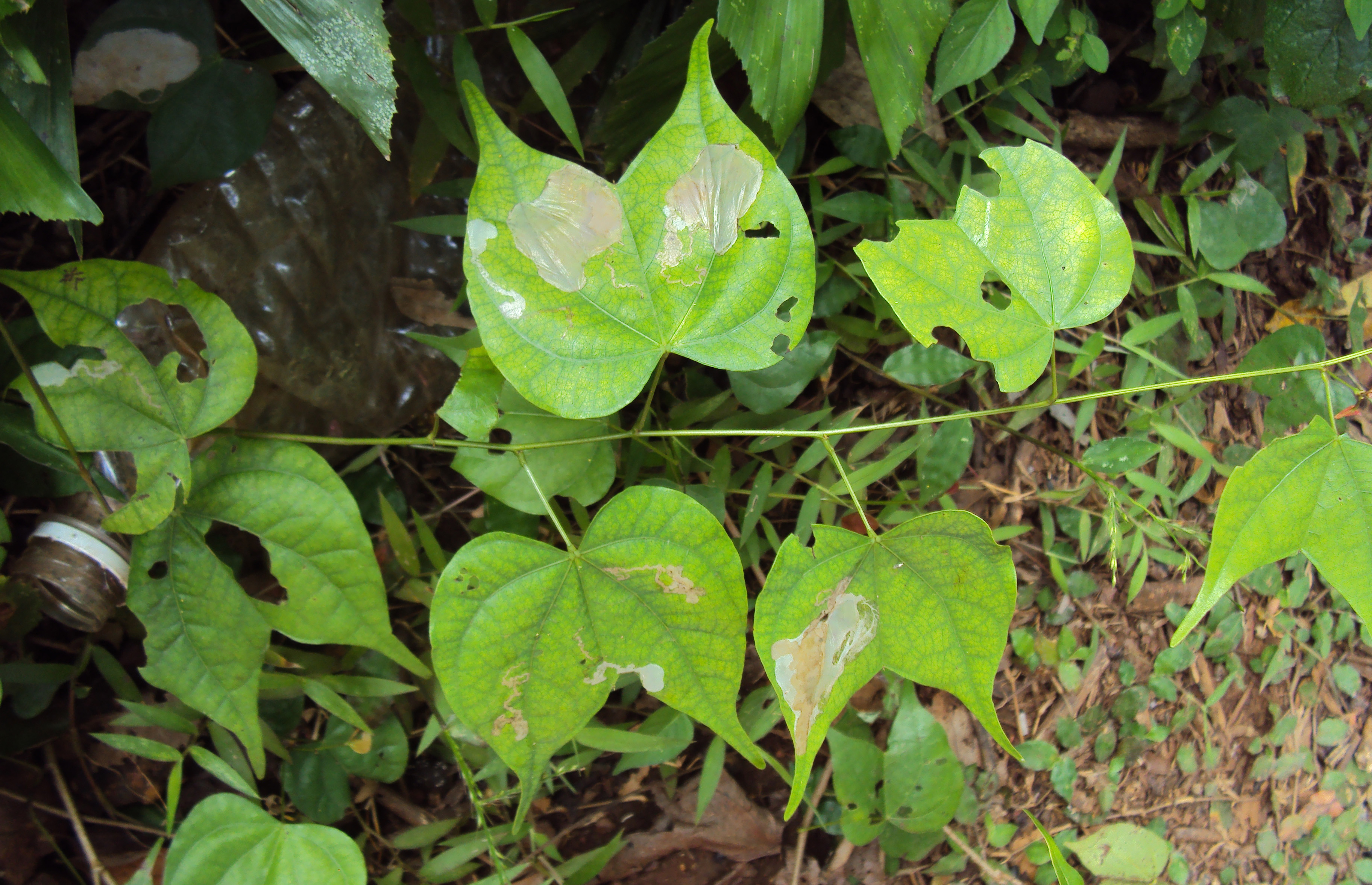
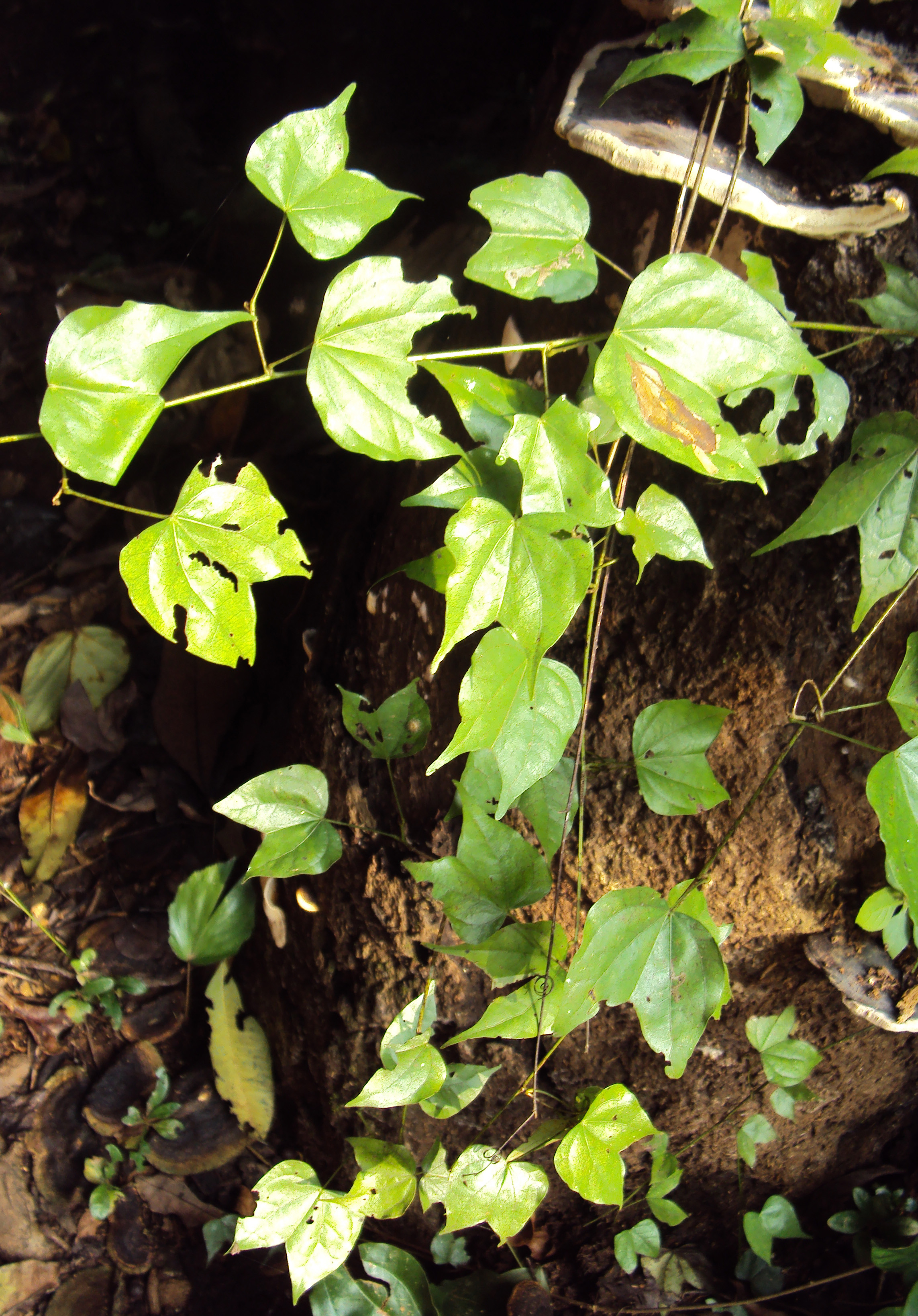